# Cleonice aldrichi
Cleonice aldrichi là một loài ruồi trong họ Tachinidae.